# پایتخت کتاب ایران
پایتخت کتاب ایران عنوانی است که هر ساله از طرف نهاد کتابخانه‌های عمومی کشور به یکی از شهرهای ایران که توانسته باشد در زمینۀ کتاب و کتابخوانی و انتشار و فروش کتاب فعالیت چشمگیری کرده باشد، داده می‌شود. بخش‌هایی از این طرح از پایتخت جهانی کتاب الگوبرداری شده، اما از نظر ساختار اجرایی با شرایط فعالیت فرهنگی در ایران تطبیق داده شده است. در اولین سال رقابت میان شهرهای ایران برای کسب عنوان پایتخت کتاب که در سال ۱۳۹۴ صورت گرفت، اهواز با مشارکت نهادهای غیردولتی همچون «کانون آموزش شهروندی برای توسعه (کاشت)» موفق به اخذ این عنوان شد. در سال‌های بعد نیشابور، بوشهر، کاشان، یزد، شیراز (دو سال پیاپی)، سنندج، سمنان و اوز بر اساس شاخص‌هایی از جمله استمرار فعالیت‌های ترویج کتابخوانی، ارائۀ برنامه‌های خلاقانه، هم‌افزایی و همگرایی بخش‌های دولتی و خصوصی و با حمایت مالی برندهای معتبر تجاری خود به عنوان پایتخت کتاب ایران انتخاب شدند.  
از سال ۱۴۰۴ تصمیم گرفته شد که از سال آینده انتخاب پایتخت کتاب ایران دوسالانه باشد.

## پیشینه طرح
پایتخت کتاب جهان از سال ۲۰۰۱ میلادی به این‌سو هر ساله از سوی سازمان یونسکو به شهری داده می‌شود که در جهت تقویت جایگاه کتاب و خواندن آن کوشش شایانی کرده‌باشد. هدف یونسکو این است تا از این طریق در آن سال به اجرای برنامه‌های فرهنگی مرتبط با کتاب بپردازد و از این راه شوق مطالعه را در مردم ایجاد کند. این انتخاب هیچ جایزهٔ مالی را برای برگزیدهٔ آن دربر ندارد؛ بلکه تصدیق بهترین برنامهٔ اختصاص داده‌شده به کتاب و کتاب‌خوانی است.
در نخستین دوره از اجرای این برنامه، ۶۴ شهر با ۳۹۰ طرح و برنامه به این فراخوان جواب داده و تقاضا داشتند به عنوان پایتخت کتاب ایران انتخاب شوند. پس از ارزیابی‌های کارشناسی ۱۰ شهر به مرحله نهایی راه یافتند و به هیئت داوران معرفی شدند. هیئت داوران با در نظر گرفتن اهداف و شاخص‌های ارزیابی، در اولین مرحله از داوری، شهرهای یزد، بوشهر، گنبدکاووس، نیشابور و اهواز را به عنوان نامزدهای نهایی جشنواره معرفی کردند. در نهایت بر اساس بیانیه هیئت داوران پایتخت کتاب ایران، اهواز به دلیل ارائه برنامه‌های نوآورانه، مشارکت‌جویانه، مؤثر و منسجم و استفاده از ظرفیت‌های بخش خصوصی، تشکل‌های مردمی، صنایع و مراکز ورزشی و فرهنگی، لوح افتخار وزرای کشور و فرهنگ و ارشاد اسلامی و لوح تقدیر کمیسیون ملی یونسکو را دریافت کرد.
در دومین دوره برگزاری این جشنواره ۹۹ شهر در این طرح شرکت کردند. در این دوره شهر نیشابور به عنوان دومین پایتخت کتاب ایران انتخاب شد و شهرهای بوشهر، شیراز، یزد، شهرکرد و شهر ری به عنوان شهرهای نامزد پایتخت کتاب ایران معرفی شدند.
معاون اجتماعی، فرهنگی مرکز مطالعات و برنامه‌ریزی سازمان شهرداری‌ها و دهیاری‌های وزارت کشور ایران طرح انتخاب پایتخت کتاب ایران را با توجه به سند چشم‌انداز ۱۴۰۴ و تأکید رهبری ایران، فرصتی برای مدیریت شهری دربحث ارتقاء سطح فرهنگ عمومی و شهروندی دانست. مهم‌ترین دلیلی که برای اجرای این برنامه ارائه می‌شود، ایجاد هماهنگی و همکاری میان نهادهای مختلف دولتی و غیردولتی فعال در شهرهای کوچک بر سر اجرای فعالیت‌های مرتبط با کتاب است. طراحان و مجریان این طرح بر این باورند با چنین طرح‌هایی می‌توان به افزایش سرانه مطالعه در بین شهروندان کمک کرد.
همچنین این توجیه ارائه می‌شود که طرح انتخاب پایتخت کتاب ایران اولین تجربه ملی برای ایران در این زمینه به‌شمار می‌رود و این تجربه موجب می‌شود به مرور زمان به معیارهای جهانی انتخاب پایتخت کتاب نزدیک شوند. مقامات فرهنگی ایرانی می‌گویند معیارهای آنان بیشتر به صورت ملی و براساس ساختارها و ظرفیت‌های بومی تعریف شده است.

## برگزیدگان
- اهواز، ۱۳۹۴: (گزینش در ۲ اسفند ۱۳۹۳). این شهر به دلیل ارائه برنامه‌های نوآورانه، مشارکت‌جویانه، مؤثر و منسجم و استفاده از ظرفیت‌های بخش خصوصی، تشکل‌های مردمی، صنایع و مراکز ورزشی و فرهنگی، به اولین برگزیده در طرح پایتخت کتاب ایران شد.[۷][۸]
- نیشابور، ۱۳۹۵: (گزینش در ۱۴ اسفند ۱۳۹۴) «با انتخاب این شهر به عنوان پایتخت کتاب ایران غبار از چهره گرفته شد و جوهره وجودی آن برجسته‌تر شد.»[۹][۱۰] نیشابور برای سال ۲۰۱۸ نامزد پایتخت جهانی کتاب هم شده است.
- بندر بوشهر، ۱۳۹۶: (گزینش در ۲ اسفند ۱۳۹۵) بندر بوشهر موفق شد با ارائه ۳۲ طرح نوآورانه و با شعار «راه‌های رسیدن به آزادی گران است؛ کتاب یک استثناست» این عنوان را برای یک سال تصاحب کند. از مجموع ۳۲ طرح، نیمی در مقیاس شهری، ۱۰ طرح در مقیاس منطقه‌ای و ۶ طرح به صورت ملی اجرا خواهد شد.
- کاشان، ۱۳۹۷: (گزینش در ۸ اسفند ۱۳۹۶). این شهر به دلیل برنامه‌های نوآورانه، مشارکت‌جویانه و منسجم و استفاده از ظرفیت‌های صنعتی، فرهنگی و هنری در تدوین برنامه‌های پایتخت کتاب، به عنوان «پایتخت کتاب ایران» دست یافت و لوح افتخار وزرای کشور و فرهنگ و ارشاد اسلامی و کمیسیون ملی یونسکو را دریافت کرد.[۱۱][۱۲]
- یزد، ۱۳۹۸: (گزینش در ۴ اسفند ۱۳۹۷). شهر یزد بر اساس طرح‌های خلاقانه و نوآورانه ارائه شده، انسجام و هم افزایی نهادهای دولتی و خصوصی، مشارکت سازمان‌های مردم نهاد و ان جی اوهای مرتبط، حمایت و مشارکت مالی برندهای تجاری و اقتصادی معتبر خود و با شعار «یزد جهانی، شهر کتاب و دانایی» توانست به عنوان پنجمین پایتخت کتاب ایران لوح افتخار خود را از دستان اسحاق جهانگیری معاون اول رئیس‌جمهور و وزیر فرهنگ و ارشاد اسلامی دریافت نماید. یزد همچنین در دوره‌های گذشته به عنوان شهر خلاق کتابخوانی نیز انتخاب شده بود.
- شیراز، ۱۳۹۹ و ۱۴۰۰: (گزینش در ۱۹ بهمن ۱۳۹۹). شیراز توانست با «تصویب احداث باغ کتاب»، «راه‌اندازی کتابخانه کودک در مدارس مناطق کم برخوردار در قالب طرح شکوفه‌های کتاب»، «تصویب اختصاص ۱۰۰ میلیون تومان بن خرید کتاب به کودکان کار و بدسرپرست و کم برخوردار»، «راه‌اندازی ۱۰ شبکه دوستدار کتاب در صنوف و اقشار مختلف شهروندان»، «راه اندازی اولین کتابخانه عمومی سایر با عنوان مسیر دانایی» و بیش از ۳۵ طرح مهم در حوزه کتاب و کتابخوانی، این عنوان را تصاحب کند. به خاطر شیوع ویروس کرونا، برنامه انتخاب پایتخت کتاب ایران برای سال ۱۴۰۰ به تعویق افتاد و در عمل، در این سال شهر شیراز همچنان صاحب این عنوان باقی ماند.[۱۳][۱۴] شیراز همچنین در سال ۲۰۲۰ برای کسب عنوان پایتخت جهانی کتاب نیز اعلام نامزدی کرد.[۱۵][۱۶]
- سنندج، ۱۴۰۱: (گزینش در ۶ دی ۱۴۰۰) شهر سنندج به دلیل استمرار در اجرای مناسب برنامه‌های سال‌های گذشته، راه‌اندازی پویش‌های مختلف در جهت ترویج کتاب‌خوانی، استفاده از ظرفیت‌های فرهنگی و ایده‌های خلاقانه و تلاش در حوزه ترویج کتاب‌خوانی و توسعه کتابفروشی‌ها عنوان هفتمین پایتخت کتاب ایران را به خود اختصاص داد.[۱۷]
- سمنان، ۱۴۰۲ (گزینش ۹ آبان ۱۴۰۲) شهرهای اوز، سبزوار، شاهین‌شهر، کرج و سمنان به‌عنوان پنج شهر نهایی، برنامه‌های خود را ارائه کردند که از میان آنها، سمنان هشتمین پایتخت کتاب ایران شد.[۱۸]
- اوز، ۱۴۰۴ (گزینش ۱۰ اردیبهشت ۱۴۰۴) شهرهای اِوز، شاهین‌شهر، ارومیه، قزوین و یکی از شهرهای بهشهر یا لاهیجان به‌عنوان شهر دوستدار کتاب معرفی شدند و به‌واسطه نزدیکی امتیاز بهشهر و لاهیجان، داوران با ارزیابی میدانی به این نتیجه رسیدند که بهشهر به‌عنوان شهر دوستدار کتاب و لاهیجان به‌عنوان شهر مشتاق کتاب اعلام شود.[۳]